# Биэллт
Биэллт (валл. Buellt) — раннесредневековое уэльсское королевство, зависимое от королевства Поуис. Образовалось в 430 году.

## История
Биэллт был образован, когда Вортигерн выделил его земли для своего сына Паскена, примерно в 430 году. Биэллт существовал как вассальное, по отношению к Поуису, королевство. При Пауле, Биэллт зависел от Брихейниога. Род Паскена пересекся со смертью Фернфаела, примерно в IX веке.

## Короли Биэллта
- Паскен ап Гиртерн (с 430)
- Брайгард ап Паскен (V век)
- Иднерт ап Брайгард (до 510)
- Меуриг ап Иднерт (510—545)
- Паул ап Меуриг (545—580)
- Элдог ап Паул[3] (до 598 года)
- Элайд ап Элдог (Элдад)[3] (598—613)
- Моруд ап Элайд (VII век)
- Гвидген ап Моруд (до 664 года)
- Паскен ап Гвидган (VII век)
- Теудур ап Паскен (VIII век)
- Фернфаел ап Теудур (вторая половина VIII века[4], возможно начал править в 745 году[5])
- Глоуд ап Фернвайл[6]
- Браустуда верх Глоуд, вышла замуж за Артвайла[6]